# Cartes (Cantabrie)
Pour les articles homonymes, voir Cartes.
Cartes est une commune espagnole située dans la communauté autonome de Cantabrie.